# Verkäuferdarlehen
Ein Verkäuferdarlehen (auch Vendor Loan) ist eine beim Kauf von Unternehmensbeteiligungen getroffene Vereinbarung, bei der der Verkäufer dem Käufer den Kaufpreis ganz oder teilweise stundet und dem Käufer als Darlehen zur Verfügung stellt. Eine Vendor Loan-Klausel ist dann regelmäßig Gegenstand von Unternehmenskaufverträgen.
Durch den Rangrücktritt des Verkäufers im Insolvenzfall hinter allen anderen Fremdkapitalforderungen wird der Vendor Loan als (wirtschaftliches) Eigenkapital betrachtet.
Durch den Ausschluss fremdfinanzierender Dritter kann der Vendor Loan zwischen Verkäufer und Käufer ein besonderes Vertrauensverhältnis schaffen. Dies gilt insbesondere für den Fall, dass eine Akquisition lediglich eine Minderheitsbeteiligung umfasst, um eine langfristige strategische Partnerschaft einzugehen. Gern wird der Vendor Loan in diesem Zusammenhang auch mit Earn out – Klauseln verknüpft, wonach der endgültige Kaufpreis zu einem späteren Zeitpunkt ganz oder teilweise von anderen Erfolgsgrößen (z. B. Gewinnen, Dividenden usw.) definiert wird.